# 大陸妹
大陸妹，通常出現在臺灣、香港、澳門三地人士部分生活場景的口語中，用於稱呼從中國大陸到此三地工作、生活的年輕女性。在台灣也把一種青菜福山萵苣稱為大陸妹。

## 出處
「大陸」指中國大陸，「妹」指少女。該詞彙原屬於中性詞彙，但是隨著很多中國年輕女性在1970年代後偷渡到港澳，1980年代以後偷渡或「假結婚真賣淫」到臺灣，而她們多半成為賣淫者，而出現負面色彩。
「大陸妹」一詞可能因為歷史、意識形態等原因包含负面色彩。
有人士認為中國大陸在改革開放初期，就總體表現與國際觀感而言，除了過熱的經濟活動之外，多方面都還處於極需起步的階段，此一狀態間接影響到自身人民於國際上的地位。
也有人認為，在當前的日常生活中，「大陸妹」並非全然指向負面意義，做為中性使用者亦不在少數。

## 臺灣的福山萵苣正名運動
2017年3月，國立臺北藝術大學藝術與人文教育研究所學生曾品璇等人發起「福山萵苣正名運動」，呼籲店家與民眾將臺灣市面上常見的一種俗名為「大陸妹」的蔬菜，正名為「福山萵苣」，去除此蔬菜名稱與中國大陆女性的聯想。臺灣社會學學者李明璁也做出回應支持此運動，認為這樣的菜名對於身在臺灣的中國大陆女性是一種騷擾，即使不到歧視，無論如何都是對這些女性的輕佻。臺灣全國農業事務之最高主管機關行政院農業委員會，在2018年11月時首次面對此議題代表臺灣政府做出官方立場的回應，呼籲臺灣社會大眾將此種蔬菜正名為「福山萵苣」，因為「大陸妹」對於中國大陆女性配偶而言，是一個帶有歧視意味的用詞，建議以福山萵苣或大陸A菜來稱呼此蔬菜，不要再使用「大陸妹」一詞。